# أزرق وليس حتى وردي
أزرق وليس حتى وردي  (بالإسبانية: Azul y no tan rosa)‏ صدر في الولايات المتحدة تحت أسم (أبني المستقيم)، هو فيلم دراما فنزويلي من تأليف وإخراج ميغيل فيراري، صدر في تشرين الثاني/نوفمبر 2012.
حاز الفيلم على جائزة غويا لأفضل فيلم أجنبي باللغة الإسبانية في جوائز غويا 28 في عام 2014. ليكون أول فيلم فنزويلي يفوز بالجائزة.
يتناول الفيلم قضايا مثيرة للجدل في المجتمع الفنزويلي: الخوف من العنف ضد المثليين، الشذوذ الجنسي، التحول الجنسي، والعنف المنزلي.
عرض الفيلم في الولايات المتحدة في 25 حزيران/يونيو 2014 في حفل فرايملاين السينمائي.

## كادر العمل
- غييرمو غارسيا، دييغو
- ناتشو مونتيس (الملقب إغناسيو مونتيس غونزاليس)، أرماندو
- هيلدا أبراهامز، ديليريو ديل ريو
- كارولينا توريس، بيرلا مارينا
- الكسندر دا سيلفا، راكسو تشرين
- سقراط سيرانو، فابريزيو
- إلبا اسكوبار، روكيو
- بياتريس فالديس، إيسترليتا

## روابط خارجية
- أزرق وليس حتى وردي على موقع IMDb (الإنجليزية)
- أزرق وليس حتى وردي على موقع روتن توميتوز (الإنجليزية)
- أزرق وليس حتى وردي على موقع أول موفي (الإنجليزية)
- أزرق وليس حتى وردي على موقع فيلمافينيتي (الإسبانية)
- أزرق وليس حتى وردي على موقع قاعدة بيانات الفيلم (الإنجليزية)
- أزرق وليس حتى وردي على موقع ليتربوكسد (الإنجليزية)
- أزرق وليس حتى وردي على موقع كينوبويسك (الروسية)
- الموقع الرسمي (باللغة الإنجليزية)
- صفحة الفيلم في TLA